# Инга Янкаускайте
Инга Янкаускайте (на литовски: Inga Jankauskaitė; родена на 10 януари 1981 г. в Каунас) е литовска актриса, певица и телевизионна водеща.

## Биография
В периода 1987 – 1997 г. учи в каунаското музикално училище „Юозас Науялис“ (в класа за пиано). През 1996 – 1997 г. ръководи детската програма „Ингуминай“ на радиостанция „Кауно фонас“. През 1999 г. завършва училище „Винцас Кудирка“, а през 1997 – 1999 г. работи в радиостанция „Ултра вирес“, водейки предаването Ширделе мано. Завършва Литовската академия за музика и театър. Актриса от Литовския национален драматичен театър, от 2004 г. се снима във филми. През 2010 г. е номинирана за наградата „Сребърен жерав“ за ролята си в черната комедия „Зеро 2“.

### Певица и телевизионна водеща
През 1996 – 1999 г. Инга Янкаускайте участва в групата L+. Пее песни на литовски, английски и руски език. През 2007 г. Янкаускайте участва в шоуто Žvaigždžių duetai (аналог на британското Celebrity Duets и руското „Две звезди“) с Чесловас Габалис, където двойката заема второ място. От 2008 до 2010 г. води същото шоу.
През 2010 г. Инга Янкаускайте издава албум с руски романси – Romanso Improvizacija, записан с Аурелиус Глобис.
През 2013 г. става водеща на шоуто Chorų Karai (литовска версия на „Сблъсъкът на хоровете“). Инга също така води втори и трети сезон на програмата Lietuvos Balsas (литовска версия на международното шоу The Voice).

## Личен живот
Янкаускайте се омъжва два пъти: през 2002 г. за продуцента Гинтарас Плютникас (от този брак има син, Костас). През април 2010 г. се омъжва за нотариуса Марюс Страчкайтис. От този брак има близнаци, Йонас и Мария. Съпрузите се развеждат на 10 март 2016 г. в Клайпеда.

## Театрални роли
- 2001 – „Дъщерята на Кинг Конг“ – Берта
- 2004 – „Мария Стюарт“ – Мария Стюарт
- 2005 – „Бяс“ – Лиза
- 2006 – „Малкият принц“ – Роза
- 2007 – „Ромео и Жулиета“ – Жулиета
- 2008 – „Вилнюс-Дакар“ – Одре (режисьор Костас Сморигинас)[5]
- 2009 – „Човекът от Ла Манча“ – Дулсинея (режисьор Адолфас Вечерскис)
- 2015 – „Кралица Луиза“ – Кралица Луиза (режисьор Гитис Падегимас, Клайпедски драматичен театър)[6]

## Роли в киното
- 2004 – „Съвсем сам“ – Албина Нейфалтиене-Пусел
- 2006 – 2009 – „Неназована любов“ – Мета Баронайте-Звиниене
- 2009 – „Зеро 2“ – Лика
- 2013 – „Как да откраднеш жена“ – певица